# Betania
|  | No s'ha de confondre amb Betània o Bethania. |

Betania o Bethania és un corregiment al districte de Panamà, en l'àrea urbana de la Ciutat de Panamà. Limita al nord amb el corregiment d'Ancón; al sud, amb Bella Vista i Pueblo Nuevo; a l'est, amb el districte de San Miguelito i a l'oest, amb Curundú.
Hi residien 51.608 habitants cap al 2016.
A principis de la dècada de 1940 es va començar a planificar l'eixample de la ciutat cap a aquesta zona, abans coneguda com a Vista Hermosa. La petita urbanització inicial fou inaugurada el 20 d'abril de 1947, cosa que la converteix en la primera urbanització que es dissenyà als afores de la ciutat. El seu nom fou triat per plebiscit en dels seus propis habitants. A causa del creixement d'aquesta urbanització, es va decidir crear el corregiment d'igual nom, mitjançant l'Acord Municipal n.º 70 del 23 de juny de 1960.